# Merobaudes
Flavio Merobaudes (latín: Flavius Merobaudes) (fl. 432-446) fue un militar, rétor y poeta hispanorromano del siglo V. Distinguido por el emperador Valentiniano III y por Aecio, del que fue íntimo colaborador y al que dedicó buena parte de su obra poética, incluyendo dos espléndidos panegíricos que solo se han conservado en parte. En 443 combatió con éxito a la bagauda en la provincia Tarraconense.
Otro Merobaudes, magister militum y cónsul en 377 y 383, que vivió en la segunda mitad del siglo IV, casi con seguridad fue antepasado suyo.

## Biografía
Según el galo Sidonio Apolinar, era natural de la Bética, se trasladó a Rávena y le fue erigida una estatua en el Foro de Trajano por voluntad del emperador y el pueblo romano. Como Hidacio lo llama natu nobilis, es probable que fuera descendiente de su homónimo el magister militum y dos veces cónsul Merobaudes, de origen franco. La estatua le fue erigida el 30 de julio de 435, pues su peana e inscripción fueron descubiertas en 1813. Ese mismo año fue nombrado senador como recompensa por uno de sus primeros panegíricos en honor de Aecio, probablemente el compuesto en el año 432 que no se ha conservado. La inscripción de su estatua nos permite saber que era vir spectabilis (un rango elevado dentro del orden senatorial) y que desempeñó el cargo de comes sacri consistorii (miembro del consejo imperial) en la corte de Rávena.
Con ocasión de la campaña emprendida por Aecio contra los alamanes jutungos en 430 y la represión de una revuelta en el Nórico durante el siguiente 431, Merobaudes obtuvo fama de buen comandante militar, combatiendo en los Alpes, probablemente contra los bagaudas alpinos. Es posible que entre 435 y 439 obtuviera el patriciado de manos del emperador oriental Teodosio II, quizá con ocasión de la visita de Valentiniano III a Constantinopla para su matrimonio con la hija de Teodosio, Licinia Eudoxia (29 de octubre de 437). En 438/9 estaba en Salona (Dalmacia, Iliria), puede que de vuelta de su viaje a Constantinopla, y allí celebró la victoria de Aecio sobre los godos en la batalla de Mons Colubrarius (438). El primero de los panegíricos conservados fue declamado probablemente en el año 439.
En el año 443, Merobaudes sucedió a su suegro Flavio Astirio como magister utriusque militiae en Hispania, combatiendo con éxito contra los bagaudas del valle del Ebro, en la Tarraconense, y derrotándolos en ese mismo año en Araciel (entre Corella y Alfaro). Sin embargo, fue casi inmediatamente reclamado a Italia por el emperador Valentiniano, a causa de algunas intrigas urdidas en su contra, por lo que la amenaza bagauda siguió constituyendo un problema hasta la campaña del visigodo Frederico, hermano de Teodorico II, en 454. El obispo Hidacio registró estos hechos en su crónica contemporánea, recordando asimismo el prestigio de Merobaudes como poeta y orador, y la erección de una estatua en su honor.

## Obra
Hasta el siglo XIX lo único que se conservaba de su obra era un breve poema (30 hexámetros) sobre Cristo (De Christo), que también ha sido atribuido a Claudiano o a algún autor desconocido. Sin embargo, en 1823 el erudito alemán Barthold Georg Niebuhr descubrió parte de sus obras en ocho folios palimpsestos del Codex Sangallensis 908, un diccionario de términos latinos en bastante mal estado que se encuentra en el monasterio de San Galo, Suiza, justo al sur del lago de Constanza. Fechado aproximadamente en el año 800, las páginas en cuestión procedían de un manuscrito del siglo V o del VI, que por desgracia fueron cortadas para reducir su tamaño original de 260 por 160 milímetros a las dimensiones del nuevo libro, 200 por 135.
Por consiguiente, todo lo que se pudo recuperar fueron cuatro poemas breves —uno de ellos una felicitación en endecasílabos por el cumpleaños de Flavio Gaudencio, el hijo de Aecio— y los fragmentos de dos extensos panegíricos dedicados al propio Aecio en 439 y 446: aproximadamente cien versos en el primer caso, y unos doscientos versos en el segundo. Niebuhr editó todos estos textos en Fl. Merobaudis carminum oratonisque reliquiae ex membranis Sangallensibus (Bonn, 1824).